# Letheobia kibarae
Letheobia kibarae — вид змій родини сліпунів (Typhlopidae). Ендемік Демократичної Республіки Конго.

## Поширення і екологія
Letheobia kibarae мешкають в горах Кібара на півночі Національного парку Упемба на південному сході ДР Конго. Вони живуть в саванах та рідколіссях міомбо, на висоті до 2200 м над рівнем моря.